# Haynesita
La haynesita és un mineral de la classe dels òxids. Rep el nom del geòleg nord-americà Patrick Haynes, qui va explorar mines antigues al cinturó Uravan i va descobrir diverses espècies minerals.

## Característiques
La haynesita és un òxid de fórmula química (UO₂)₃(OH)₂(SeO₃)₂·5H₂O. Cristal·litza en el sistema ortoròmbic. La seva duresa a l'escala de Mohs oscil·la entre 1,5 i 2.
Segons la classificació de Nickel-Strunz, la haynesita pertany a «04.JJ - Selenits amb anions addicionals, amb H₂O» juntament amb els següents minerals: marthozita, guil·leminita, piretita i demesmaekerita.

## Formació i jaciments
Va ser descoberta a la mina Repete, situada a la localitat de Blanding, al comtat de San Juan (Utah, Estats Units). També ha estat descrita a la mina Eureka (La Torre de Cabdella, Pallars Jussà). Aquests dos indrets són els únics de tot el planeta on ha estat descrita aquesta espècie mineral.